# 伊蘇VIII -丹娜的隕涕日-
《伊蘇VIII -丹娜的隕涕日-》（中国大陆副标题又译作）由Falcom開發，为PlayStation 4和PlayStation Vita双平台作品，PSV版2016年7月21日发售，PS4版于2017年5月25日发售。Steam版于2018年4月17日发售。任天堂Switch版本于2018年6月由日本一软件发行。本作获得「《电击PlayStation》Award2016」年度游戏第三名。

## 故事
結束沙之都的冒險後，亞特魯與多奇為賺取旅費也節省交通費用，登上前往艾雷西亞的定期客輪「倫巴底號」，打工的同時也尋找前往的阿爾塔戈公國的機會。
然而客輪在行經蓋提海惡名昭彰的神祕無人島「賽連島」附近海域時遭到不明的巨大觸手襲擊沉沒，亞特魯、多奇與「倫巴底號」的船員乘客因此漂流到了神秘的賽連島上。
要成功脫離無人島，漂流者們必須弄清楚巨大觸手的本體，卻意外發現沉睡在賽連島上的古文明「耶坦尼亞王國」的遺跡，而亞特魯也因為不明原因與古耶坦尼亞的宗教最高領袖「巨樹巫女」產生了意識連結。
為了求生，亞特魯等人在神秘的賽連島上展開了一連串的冒險，調查幽靈船與古文明的消失之謎。

## 登場人物

### 主要人物
- 亞特鲁·克里斯汀（Adol Christin，聲優：梶裕貴）

紅髮的冒險者，伊蘇本篇系列的主角，21歲。
本作為了旅費登上定期客輪「倫巴底號」打工，卻意外在蓋提海遭遇海難，在冒險的同時也要設法帶領「倫巴底號」的船員乘客逃出生天。
漂流到賽連島上後因為不明原因與古文明「耶坦尼亞王國」的宗教最高領袖「巨樹巫女」丹娜產生了意識連結。
離開賽連島後，與多奇一起繼續旅程，兩年後與海賊拉克多船長踏上了迦南大漩渦的冒險。
- 丹娜·伊克路西亞（Dana Iclucia，聲優：大西沙織）

古耶坦尼亞王國的宗教最高領袖「巨樹巫女」，因為個性熱情奔放，但屢次行事率意，而被耶坦尼亞人民暱稱為「調皮巫女」。
因為持有進化導護者的因子，而與同樣擁有其因子的亞特鲁產生了意識連接，最後與亞特魯成為了摯友。
- 蘭可莎·馮·羅斯威爾（Laxia von Roswell，聲優：高森奈津美）

「倫巴底號」的乘客之一，加爾曼帝國的貴族·羅斯威爾家族的長女，芳齡19歲。因為逃家而登上「倫巴底號」。
雖然總是喜歡擺出千金小姐的高傲，但其實內心善良，並不吝於幫助他人，也樂於學習新事物。
故事的最後終於發現自己喜歡上亞特魯，但決定不告白，離開賽連島後，成為了學者，為加爾曼帝國的考古博士。
- 薩哈德·諾德拉斯（Sahad Nautlus，聲優：木内秀信）

「倫巴底號」的乘客之一，格利克出身的漁夫，41歲。長期在外地工作，為了返家而登上「倫巴底號」。
外表粗曠、不修邊幅，喜歡放聲大笑，既使些許膽小，害怕鬼怪一類的傳說與現象，但必要的時候仍會激發自身勇氣挺身而出，不過本身能夠展現中年男子豐富的人生經驗帶來的細膩情感。
視亞特魯為知己，曾邀請他事後到他的故鄉來玩，意外與多奇相當有默契。
已婚，與妻子育有1女。
故事中暗示他是某位傳說中的大海盜後裔。
- 胡麥爾·托拉巴特（Hummel Trabaldo，聲優：KENN）

「倫巴底號」的乘客之一，來自羅門帝國的非法運送者，24歲。為了運送「某個物品」而登上「倫巴底號」。
個性外冷內熱，表為理性，實為感性，擁有工作狂的熱心與特質。
故事初期並不信任任何人，遵守運送者的教條而時刻保持警戒，但與亞特魯一行人相處的時刻逐漸打開他的心房，後期屢次關鍵時刻都守著亞特魯的背後。
少年時期因為厭惡托拉巴特家族家傳的「運送者」業務而逃家，寄居孤兒院，以雜耍維生。直到成年後某次在表演途中發現倒臥暗巷，已經瀕臨死亡的父親和他的「運送品」，才得知「運送者」真正的使命，安葬父親後返家接下了家族事業，以「新托拉巴特」自居。
在伊蘇IX -黑夜怪人-中，亞特魯曾提過在無人島上看過街頭藝人的表演，指的就是胡麥爾所展現的技藝。
- 莉歌塔·貝爾戴因（Ricotta Beldine，聲優：山本希望）

嬰兒時期就漂流到島上的少女，現年12歲。被島上的鯨頭鸛與金剛王養育長大，直到遇見了漂流到島上的探險家塔納托斯·貝爾戴因才學會講話與識字。
被塔納托斯收為養女，所有知識與常識全部來自漂流到島上的書本與塔納托斯的口傳。
好奇心極度旺盛，陽光開朗，熱衷於體驗新事物。
離開賽連島後，與塔納托斯一起於世界旅行。

### 漂流村
- 多奇（Dogi，聲優：三宅健太）

亞特魯最好的朋友，菲爾佳娜出身，現年26歲。
身形高壯，藍色短髮。為人善良，人稱「破牆之多奇」
本作為了旅費與亞特鲁一同登上定期客輪「倫巴底號」打工，卻意外在蓋提海遭遇海難
- 愛麗森（聲優：長久友紀）

「倫巴底號」的乘客之一，清秀柔弱的女裁縫師，協助丈夫艾德在艾雷西亞經營裁縫店，23歲。結束長途旅行，為了返回艾雷西亞而與艾德一起登上「倫巴底號」。
因為有孕在身，身體狀況一直很不好，直到丈夫艾德被尋獲才好轉。
- 艾德（聲優：新井良平）

「倫巴底號」的乘客之一，愛麗森的丈夫，在艾雷西亞經營裁縫店，24歲。結束長途旅行，為了返回艾雷西亞而與愛麗森一起登上「倫巴底號」。
性格溫和，待人和善，十分重視妻子的好丈夫。
- 路克/霍普

愛麗森與艾德的兒子，在島上出生。
姓名會因為亞特魯(玩家)的選擇而有所不同，路克意指「光輝」，霍普意指「希望」
- 凱特琳（聲優：平尾明香）

「倫巴底號」的乘客之一，羅門帝國的鐵匠名門「朗伯特」家族的繼承人，29歲。
因為苦於技藝無法精進而離開羅門四處遊歷，在賽連島上的生活終於讓她找到屬於自己的意志：「打造為眾人開拓希望的武器」。
- 妮亞修女（聲優：長久友紀）

「倫巴底號」的乘客之一，星刻教的修女，隸屬艾雷西亞教會，27歲。已經在蓋提海地區傳教2年之久。
理想主義者，把所有困難解釋成「神的旨意」。在巴巴羅斯船長死後重新領悟了信仰的意義，認為「眾人之力」才是神所要求的力量。
- 蒂娜（聲優：大空直美）

「倫巴底號」的乘客之一，活力十足的少女商人，18歲。為了搶下一個金額鉅大的生意而前往艾雷西亞，卻不幸遇上海難。
- 艾爾朗（聲優：竹本英史）

「倫巴底號」的乘客之一，羅門帝國憲兵，36歲。為了追捕橫行羅門帝國帝都的連續殺人魔「開膛手」而登上「倫巴底號」。
剛正不阿的鐵血軍人，對羅門帝國憲兵團某些人的濫權行為嗤之以鼻。隱晦的提醒亞特魯，樹海的行動已經引起羅門軍方的注意。
他對亞特魯的警告在伊蘇IX -黑夜怪人-中應驗，成為了下一款遊戲故事的開端。
- 瑞亞（聲優：安西英美）

「倫巴底號」的乘客之一，格利克巨商迪奧家族的繼承人，年僅11歲。
- 蜜拉妲（聲優：田中栄理奈）

「倫巴底號」的乘客之一，協助丈夫在格利克經營餐飲店，32歲。
六個孩子的媽，有著與年齡不相襯的年輕外表。善於下廚。
- 里席特（聲優：新井良平）

「倫巴底號」的船醫，醫學生，20歲。
還未持有醫師執照，因為「倫巴底號」原本的船醫臨時生病而被找來代班，沒想到不幸遇上海難。對自己的醫術沒有自信。
- 葵娜（聲優：下地紫野）

「倫巴底號」的乘客之一，10歲。實際上是從貨艙偷溜上船的小偷渡客。開朗活潑，同時有些調皮。
漂流到島上時被身為開膛手的基爾戈迷昏，用來當作誘餌暗算了巴巴羅斯船長。她的到來給當時消沉的漂流村帶來活力。
- 奧斯汀（聲優：岸尾だいすけ）

「倫巴底號」的乘客之一，來自格利亞的貴族，24歲。熱愛各種藝術，唯獨不擅長音樂，向丹娜學習古文化的樂譜。
實際上對於繪畫與裁縫也不擅長，他繪製的亞特魯的肖像慘不忍睹，裁縫時一直將布料剪碎，而被愛麗森委婉的拒絕其幫忙。
- 席薇亞

「倫巴底號」的乘客之一，70歲。
年輕時是縱橫羅門帝國競技場的角鬥士，外號「銀翼飛鷹」，號稱從未落敗。
與島上的古代種交手以後深覺寶刀未老，決定重回競技場。
- 塔納托斯·貝爾戴因

現年68歲的知名探險家，1年前在籌畫一次大型探險行動時路過賽連島附近，船隻同樣遭到未知觸手襲擊而沉沒，因此飄流到島上。
從未放棄逃脫的希望，積極調查古耶坦尼亞王國的遺跡希望能找到未知觸手的線索。
在島上收養了莉歌塔，教導她說話與認字。認為莉歌塔有成為一名偉大的探險家的潛力，打算在離開賽連島後帶她環遊世界。
- 卡修（聲優：奥畑幸典）

「倫巴底號」的船員之一，受巴巴羅斯船長提拔而上船，22歲。
被尋獲後接手漂流村的造船作業，誓言繼承船長遺志，救出所有倖存的「倫巴底號」的乘客。
- 法蘭茲

「倫巴底號」的乘客之一，羅斯威爾家族的管家，28歲。為了保護蘭可莎而暗中登上了「倫巴底號」。
孤兒出身，流落街頭時被羅斯威爾家的家主，蘭可莎的父親撿回來照顧，因此打從心底忠於蘭可莎的父親。
- 柯倫侯爵（聲優：龍田直樹）

「倫巴底號」的乘客之一，羅門帝國貴族，52歲。
桀敖不馴，極度任性，經常造成旁人困擾。但是對於數字異乎尋常的敏銳，是個優秀的內政經營者。
- 葛莉賽達（聲優：大空直美）

羅門帝國第四皇女，賽爾賽塔總督，32歲。
在樹海篇和亞特魯交過手，對亞特魯抱持欣賞的態度。不認同羅門帝國現在的軍事策略，無奈她的身分雖然高貴，但還不足以影響帝國決策層。
- 巴巴羅斯船長（聲優：掛川裕彦）

「倫巴底號」的船長，46歲。經驗老到，處變不驚。漂流到賽連島上後除了搜尋倖存者也積極尋找離開的方法。
第二幕尾被化身開膛手的基爾戈用鋼絲陷阱殺死，臨終之際將帶領倖存者離島的使命交付給亞特魯。
- 基爾戈（聲優：岸尾だいすけ）

「倫巴底號」的乘客之一，32歲。曾任羅門帝國軍隊的軍醫，因此曾經在阿爾塔戈公國駐紮過一段時間，這段經歷讓亞特魯非常感興趣。
真實身分是橫行羅門帝國帝都的連續殺人魔「開膛手」，用鋼絲陷阱暗算巴巴羅斯船長後被亞特魯等人擊敗，準備逃走時卻不巧遇上龍形古代種，最後被古代種殺死。

### 其他
- 里德船長

幽靈船船長。
- 小佩羅（聲優：龍田直樹）

生活在賽連島上的鸚鵡，似乎具有相當程度的智慧。
對於漂流村的大家有一定的感情，曾為巴巴羅斯的死感到悲傷，在漂流村開始造船後有「把飼料分你一半，所以亞特魯留下來」的發言。
巴巴羅斯船長教會他說簡單語言，以便在島上能快速傳遞訊息。實際上是大地神邁亞的化身之一。
- 鯨頭鸛

生活在賽連島上的動物，似乎具有相當程度的智慧。
保護並照顧幼年時期的莉歌塔，被莉歌塔稱為「前輩」（メス）。認為人類不能信任，因此在莉歌塔與塔納托斯生活後離開。之後出現在漂流村，認為漂流村的人可以信任而將莉歌塔交付給漂流村的大家。
- 金剛王

生活在賽連島上的動物，似乎具有相當程度的智慧。
島嶼王者之一，精研武術，教導莉歌塔狩獵與生存，被莉歌塔稱為「師父」（オス）。
- 歐嘉（聲優：鹿野優以）

耶坦尼亞人，與丹娜同期的巫女候補之一，在丹娜獲選成為巫女後選擇留在寺院，擔任丹娜的祭司長。
在耶坦尼亞王國瀕臨滅亡的時候挺身而出，領導眾人奮戰到最後一刻。臨終之前用理力把對丹娜的鼓勵與感謝錄入青鳥吊墜，彌補兩人在最後未能相見的遺憾。
- 紗萊（聲優：金子有希）

耶坦尼亞人，與丹娜同期的巫女候補之一，在丹娜獲選成為巫女後選擇離開寺院還俗。
真實身分是耶坦尼亞王室的王太女，離開寺院是為了準備繼承王位。
實際上早在幼年時期就病逝，但是她的人格被天空人沃拉保存了下來並納入體內，作為沃拉混入耶坦尼亞文明的掩護。
- 勒斯特爾（聲優：天崎滉平）

耶坦尼亞王室衛兵隊隊長德蘭的兒子，立志成為巫女護衛。
在災難中喪父而一度消沉，但在丹娜的鼓勵後重新振作，伴隨丹娜遊說諸國，為耶坦尼亞王國的存亡爭取最後的希望。
- 伊娥（聲優：悠木碧）

丹娜在地下聖堂中偶遇的少女，喜歡惡作劇。
真實身分是初代「巨樹巫女」留下來的意念體，目的是向歷代巫女傳達肇始巨樹的「真相」。
原本是成年型態，因為不斷流失力量而逐漸退化成少女型態。
- 希杜拉（聲優：掛川裕彦）

肇始巨樹所選定的進化導護者之一，「海之時代」的賢者。
源於大海，受大地神蓋亞的召喚而走上陸地，建立了璀璨文明的一族。
剛當上導護者時，傾盡全力研究對抗隕涕日的方法，發現唯有物種展現極強的生存心念才能阻止，並以此研究建造了瑟連之園，然而同胞們蒐集的心念微乎其微，最終他也只能看著自己的族人滅亡。
- 米諾斯（聲優：藤本たかひろ）

肇始巨樹所選定的進化導護者之一，「冰之時代」的王者。
在整個大地都化為永久凍土的冰封時代，稱霸整片大陸的種族的族長。
曾找到並試圖利用希杜拉所建造的瑟連之園，但因為與希杜拉同樣的原因而失敗。
- 涅絲托爾（聲優：新千惠子）

肇始巨樹所選定的進化導護者之一，「蟲之時代」的女王。
憑藉著高超的適應力與數以百萬計的物種豐富性，建立起高度文明的一族。
得知了隕涕日的真相之後立即認同了隕涕日的作用，坦然接受命運成為導護者。
- 沃拉（聲優：金子有希）

肇始巨樹所選定的進化導護者之一，「天之時代」的女王。
從遙遠的天空降落至地面，以「擬態」能力建立起繁榮文明的種族。
為了混入耶坦尼亞文明尋找適合的進化導護者，將已經死去的紗萊的人格保留下來並納入自己體內，取代了紗萊的身分。
- 大地神邁亞（聲優：安西英美）

創造肇始巨樹與「進化」秩序的神。

## 備註
1. ↑  Windows版与任天堂Switch版由日本一軟體负责移植